# Cadillac (Morgenštern ed Ėldžej)
Cadillac è un singolo dei rapper russi Morgenštern e Ėldžej, pubblicato il 9 giugno 2020.

## Video musicale
Il video musicale, reso disponibile il 9 luglio 2020, è stato diretto da Jan Bochanovič e Roma Hechoda.

## Tracce
Testi di Ališer Morgenštern e Aleksej Konstantinovič Uzenjuk, musiche di Slava Marlow.
Download digitale
1. Cadillac – 2:57

Download digitale – Deep Whizzo Remix
1. Cadillac (Deep Whizzo Remix) – 3:27

Download digitale – Remixes
1. Cadillac (Club Remix) (by Skazka Music) – 3:12
2. Cadillac (Retro Remix) (by CVPELLV) – 2:29
3. Cadillac (Chill Remix) (by Gosha) – 3:44

## Classifiche
| Classifica (2020) | Posizione massima |
| ----------------- | ----------------- |
| Estonia           | 4                 |
| Lituania          | 37                |